# KK Metalac Zagreb
Košarkaški klub Metalac je hrvatski košarkaški klub iz Zagreba.

## Povijest
Na 5. prvenstvu socijalističke Jugoslavije 1950. godine bili su prvi po uspješnosti hrvatski klub, zauzevši na kraju 5. mjesto. Osim njih, od hrvatskih klubova sudjelovao je KK Zadar (7. mjesto) te zagrebačko Jedinstvo (8. mjesto). 